# (38633) 2000 LY13
2000 LY13 (asteroide 38633) é um asteroide da cintura principal. Possui uma excentricidade de 0.18909520 e uma inclinação de 13.33349º.
Este asteroide foi descoberto no dia 6 de junho de 2000 por LINEAR em Socorro.